# Meru (sovrintendente dei portasigillo)
| mr · r | w |

| mr · r | w |

Meru (fl. XXI secolo a.C.) è stato un funzionario egizio sotto il re Mentuhotep II durante l'undicesima dinastia, intorno al 1973 a.C..

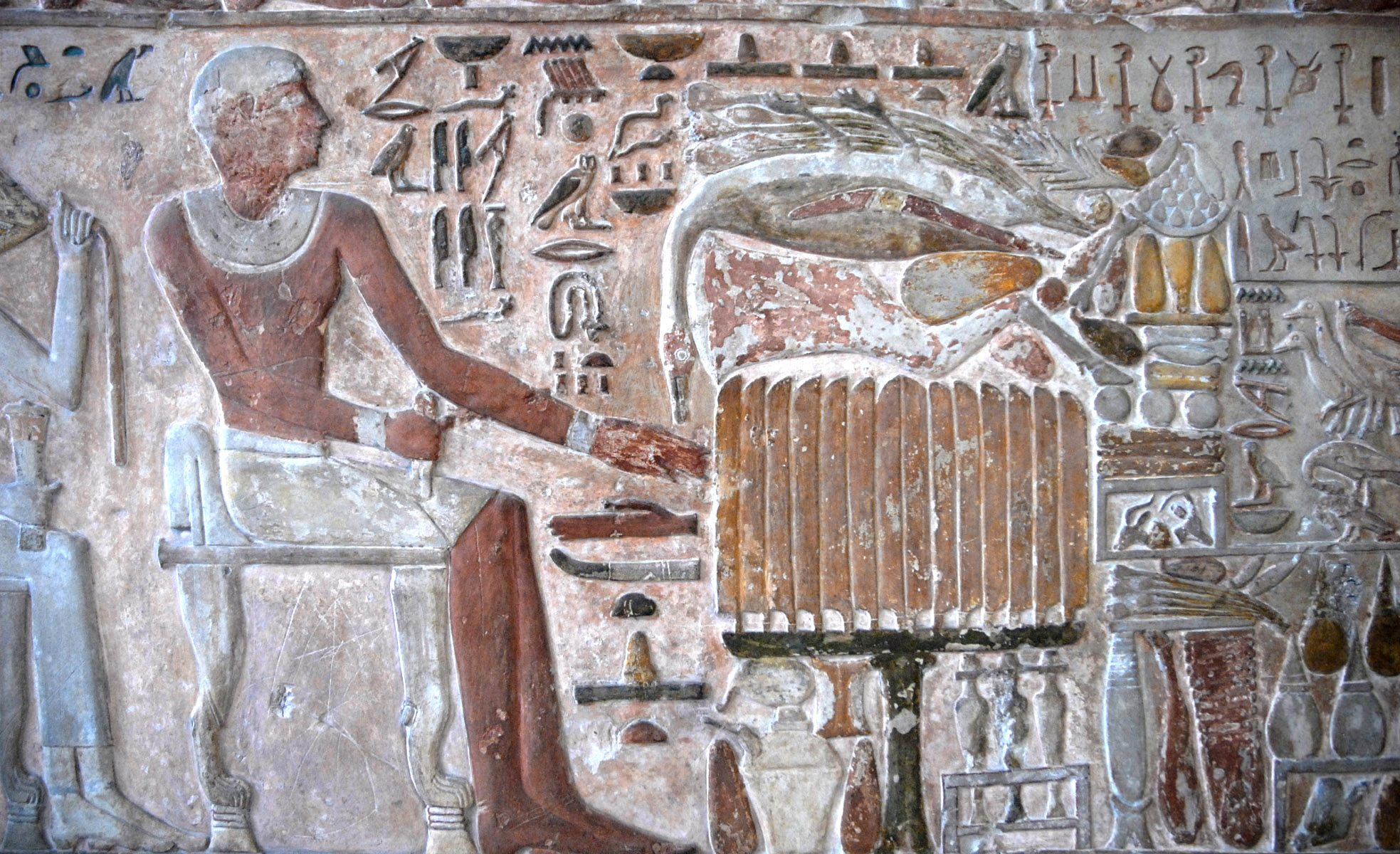
Meru raffigurato nella propria stele. C. 1447, dettaglio, Museo Egizio di Torino

Meru era "sovrintendente dei portasigillo" presso la corte reale, pertanto uno dei più importanti funzionari statali.

Stele di Meru, Museo Egizio, Torino

## Sepoltura
Meru è conosciuto principalmente per la sua tomba nella necropoli tebana (TT240). La tomba è costituita dalla cappella di culto non decorata e dalla camera sepolcrale sotterranea decorata con testi delle piramidi e testi dei sarcofagi. Nel pavimento è incassato un sarcofago decorato con fregi di oggetti e un elenco di offerte.

## Altri riferimenti
Meru è conosciuto anche per via della sua stele (C. 1447) datata al 1973-1972 a.C. e conservata al Museo Egizio di Torino. Nella stele vengono menzionati i suoi genitori, Iku e Nebti. La stele reca inoltre la datazione del regno di Mentuhotep II. Meru appare infine in due iscrizioni rupestri nello Shatt er-Rigal. Qui porta una volta il titolo di "sorvegliante delle terre straniere".